# Lennart Hamberg
Lennart Thor Christer Hamberg, född den 20 september 1947, är en svensk jurist.
Lennart Hamberg var rättssakkunnig i Finansdepartementet 1982–1987, blev kansliråd 1988 och departementsråd 1995. Han var särskild utredare i Mervärdesskattesatsutredningen. Han var justitieråd i Högsta förvaltningsdomstolen 2004–2014.